# Sungmin
Lee Sung-min, född 1 januari 1986, är en koreansk popsångare och skådespelare. Han är en av de fyra huvudvokallisterna i Super Junior. Sungmin kan även kampsport,

## Karriär

### Skådespel
Tidigt 2005, strax före Super Juniors debut, spelade Sungmin den unga Kang Dong-shin i MBC dramat Sea of the Sisters. Ett år senare gäst spelade han i SBS Banjun drama Finding Lost Time, där han spelade Mickys High school kompis. Sungmins första stora film var Super Juniors film Attack On The Pin-Up Boys, en SM pictures production som hade sin premiär i juli 2007. Han spelar rollen av en söt kille som får tjejer att svimma, som sen blir attackerad av en okänd brottsling. Tidigt 2008 deltog Sungmin i en kort halvtimmas drama Super Junior Unbelievable Story med Leeteuk. Sungmin spelade sig själv, en medlem som ständigt står i skuggan i den populära gruppen Super Junior-T. 2009 var han med i musikalen "Akilla" där han spelade huvudrollen, Ro.